# Galatella tianschanica
Galatella tianschanica là một loài thực vật có hoa trong họ Cúc. Loài này được Novopokr. mô tả khoa học đầu tiên năm 1948.